# Федерация гимнастики России
Федерация гимнастики России — спортивная федерация, в которую вошли Федерация спортивной гимнастики России, Федерация прыжков на батуте России, Федерация спортивной акробатики России, Всероссийская федерация спортивной аэробики и Всероссийская федерация художественной гимнастики. Основана в 2024 году.